# سیارک ۴۶۶۱۰
سیارک ۴۶۶۱۰ (به انگلیسی: 46610 Besixdouze، نامگذاری :1993TQ1) چهل و شش هزار و ششصد و دهمین سیارک کشف‌شده‌است که در ۱۵ اکتبر ۱۹۹۳ کشف شد.
```
( آنچه اصل است از دیده پنهان است . چیز های حقیقی با چشم دل قابل دیدن هستند )
```

## سیارکِ شازده کوچولو
در داستانِ شازده کوچولو از سیارکی به نام ب۶۱۲ نام برده می‌شود. در سال ۱۹۹۳، سیارک ۴۶۶۱۰ را B-six-cents-douze نام نهادند که به زبان فرانسه معنی ب۶۱۲ می‌دهد. عدد این سیارک در پایه ۱۶ می‌شود B612.